# Nikolaus von Újezd
Nikolaus von Újezd (auch: Nikolaus von Aujezd und Riesenburg; tschechisch: Mikuláš z Újezda a Riesenburka; † 17. Januar 1258 vermutlich in Prag) war Bischof von Prag.

## Leben
Nikolaus stammte aus dem Dorf Újezd unter dem Laurenziberg, das später nach Prag eingemeindet wurde. Er soll von einfacher Herkunft gewesen sein und wird in der älteren Literatur auch als „von Riesenburg“ bezeichnet.
Als Domherr von Prag wurde er nach dem Tod des Bischofs Bernhard 1240 zu dessen Nachfolger gewählt und am 25. Mai 1241 in der Lateranbasilika in Rom geweiht. Der Mainzer Bischof Siegried von Eppstein, zu dessen Kirchenprovinz Böhmen und Mähren gehörten, führte 1244 eine Visitation durch, über die sich Berichte erhalten haben. 1245 nahm Nikolaus am Konzil von Lyon teil. Als Anhänger (Ghibelline) des Kaisers Friedrich II.  nahm er nicht am Frankfurter Tag des Gegenkönigs Heinrich Raspe teil und wurde deshalb am 13. August 1245 vom päpstlichen Legaten Philipp Fontana, Bischof von Ferrara, gebannt.
Nachdem sich Nikolaus weigerte, während der Streitigkeiten zwischen dem Elekten Wilhelm und Konrad von Friedberg um den Olmützer Bischofsstuhl über Böhmen und Mähren das Interdikt zu verhängen, wurde er vom Bremer Erzbischof Gebhard zur Lippe suspendiert und gleichzeitig von ihm das Interdikt verkündet, welches jedoch keine Beachtung fand.
Im Streit zwischen König Wenzel I. und seinem Sohn Ottokar II. Přemysl stellte sich Nikolaus 1249 auf die Seite Ottokars und wurde deshalb vor die Kurie geladen. Um das zu verhindern, hielt der König Nikolaus auf der Burg Zvíkov gefangen. Nikolaus rächte sich mit einem Teilinterdikt über alle Kirchen der Diözese, wechselte jedoch noch als Gefangener zur Partei des Königs. Nach seiner Freilassung begrüßte er am 5. August 1249 den König in Prag, der mit seinem Heer die Stadt besetzte.
Als Bischof veranlasste Nikolaus 1249–1252 umfangreiche Bauarbeiten auf der Prager Burg, die zum Teil durch die Kämpfe während der Besetzung erforderlich geworden waren. 1252–1257 wurde der Veitsdom restauriert und die liturgischen Gesänge reformiert. 1251 konsekrierte Nikolaus in Thein an der Moldau (Týn nad Vltavou) die St.-Christophorus-Kirche, in der er auch dem Passauer Bischof Berthold von Pietengau die Diakon-, Priester- und Bischofsweihe erteilte.
Während seiner Amtszeit wurde der Orden der Kreuzherren mit dem Roten Stern gegründet, der von der königlichen Familie gefördert wurde und sich in Böhmen, Mähren und Schlesien ausbreitete. Außerdem wurden Johanniterkommenden in Strakonice, Horaschdowitz und Jungbunzlau, die Kommenden des Deutschen Ordens in Polná, Pitschkowitz, Miletín, Řepin, Neuhaus, Komotau und Deutschbrod, das Zisterzienserkloster Saar sowie mehrere Dominikaner- und Minoritenklöster gegründet.